# Apriona sublaevis
Apriona sublaevis är en skalbaggsart som beskrevs av Thomson 1878. Apriona sublaevis ingår i släktet Apriona och familjen långhorningar.
Artens utbredningsområde är:
- Burma.
- Nepal.

Inga underarter finns listade i Catalogue of Life.